# Manuel Pérez Candelario
Manuel Pérez Candelario (Zafra, Badajoz, 25 de maig de 1983) és un jugador d'escacs extremeny, que té el títol de Gran Mestre des de 2010, essent el primer extremeny en assolir-lo. El 2019 la FIDE li va atorgar el títol de FIDE Trainer, el segon màxim títol d'entrenador internacional. El 2007 va ser guardonat amb el Premio de Extremadura del Deporte, atorgat per la Junta d'Extremadura. És el capità i jugador emblemàtic del Club Magic Extremadura, i participa en els projectes d'escacs socials i terapèutics que organitza aquesta entitat, alguns finançats pel govern extremeny.
A la llista d'Elo de la FIDE del març de 2023, hi tenia un Elo de 2573 punts, cosa que en feia el jugador número 11 (en actiu) de l'estat espanyol. El seu màxim Elo va ser de 2630 punts, a la llista de juny de 2019 (posició 148 al rànquing mundial).

## Resultats destacats en competició
Els anys 2000 i 2001 es proclamà Campió d'Espanya sub-18, a Orpesa. Posteriorment va ser dues vegades campió d'Espanya juvenil els anys 2002 i 2003. Així mateix va guanyar el III Campionat d'Espanya individual obert, a Burgos l'any 2003.
El 2005 for tercer (rere Enrique Rodríguez Guerrero i Ivan Txeparínov) al torneig de Dos Hermanas. El 2007 va guanyar la Copa d'Europa de clubs d'escacs amb el club Linex Magic de Mèrida, del qual és el jugador insígnia. El setembre de 2016 va guanyar dos forts torneigs de semiràpides, el XXVIII Ciudad de Zafra, i el XVI Open Ciudad de Villanueva de Córdoba, aquest cop per davant del Gran Mestre argentí Daniel Cámpora.
És l'únic jugador que ha guanyat dos cops el fort torneig obert internacional de La Roda (Albacete), a Albacete, el més antic d'Espanya; va guanyar l'edició de 2018 (per damunt de Daniel Forcén i Sergey Fedorchuk), i va revalidar el triomf el 2019 (a la 46a edició), quan fou primer per davant del rus Alexander Predke i l'ucraïnès Yuri Solodovnichenko, i va realitzar una performance de 2.687 punts.
El novembre de 2019 empatà als llocs 1r-7è, tot i que acabà sisè pel desempat, al campionat d'Espanya absolut a Marbella, després de guanyar en la darrera partida l'andalús Pepe Cuenca, fins llavors líder del torneig (el campió fou Aleksei Xírov, en un torneig qualificat com un dels millors campionats espanyols de la història). El setembre de 2020 fou sisè al Campionat d'Espanya, a Linares (el campió fou David Antón).

### Participació en Olimpíades d'escacs
Pérez Candelario ha participat representant Espanya a l'Olimpíada d'escacs de 2004 a Calvià (com a tercer tauler a l'equip d'Espanya B), i a l'Olimpíada d'escacs de 2012 a Istanbul, com a tauler reserva, amb una molt bona actuació, i un setè lloc individual en el seu tauler. El 2018 participà com a segon tauler a l'Olimpíada d'escacs de 2018 a Batumi, amb una gran actuació, en acabar el torneig invicte (5 victòries, 5 taules).
També va participar en el Campionat d'Europa d'escacs per equips de 2005 a Göteborg, on l'equip espanyol va acabar en tercera posició.

## Entrenador d'escacs
Pérez Candelario és també un prestigiós entrenador d'escacs, i dirigeix l'escola Magic Ajedrez Extremadura. El 2018 va entrenar Daniel Forcén, i posteriorment el Campió del món sub-14 de 2018, Pedro Ginés.

### Obres
- Pérez Candelario, Manuel. Ajedrez a tu alcance.  Chessy, 2010. ISBN 9788461261314.